# Cognin-les-Gorges
Cognin-les-Gorges település Franciaországban, Isère megyében. Lakosainak száma 619 fő (2022. január 1.). Cognin-les-Gorges Vinay, Beaulieu, Izeron, Malleval-en-Vercors és Rovon községekkel határos.

## Népesség
A település népességének változása:
| Lakosok száma | 397  | 425  | 532  | 626  | 645  | 639  | 635  | 630  | 628  | 619  |
|               | 1968 | 1982 | 1990 | 2006 | 2013 | 2015 | 2017 | 2019 | 2020 | 2022 |